# Tempel der Luna
Der Tempel der Luna war ein kleines Heiligtum auf dem Aventin in Rom, wahrscheinlich auf dem nördlichsten Punkt des Aventin, oberhalb der Porta Trigemina gelegen. Der Bau des Tempels für Luna wurde allgemein auf Servius Tullius zurückgeführt. Allerdings wird der Tempel erstmals für das Jahr 182 v. Chr. im Zusammenhang mit den für dieses Jahr überlieferten Vorzeichen, prodigia, erwähnt. Damals riss ein schwerer Sturm die Türen des Tempels heraus und schleuderte sie an die Rückwand des nahen Ceres-Tempels. Im Jahr 146 v. Chr. stiftete Lucius Mummius Schallgefäße, echeia, aus der Beute nach der Zerstörung Korinths in den Tempel. 84 v. Chr., zu dem Zeitpunkt, da Lucius Cornelius Cinna starb, wurde der Tempel von einem Blitzschlag getroffen. Im großen Stadtbrand zur Zeit Neros wurde der Tempel zerstört und danach nicht wieder erwähnt. Der Tag seiner Weihe war der 31. März. Reste des Tempels sind nicht erhalten, die genaue Lokalisierung ist nicht möglich.